# Танк-паровоз

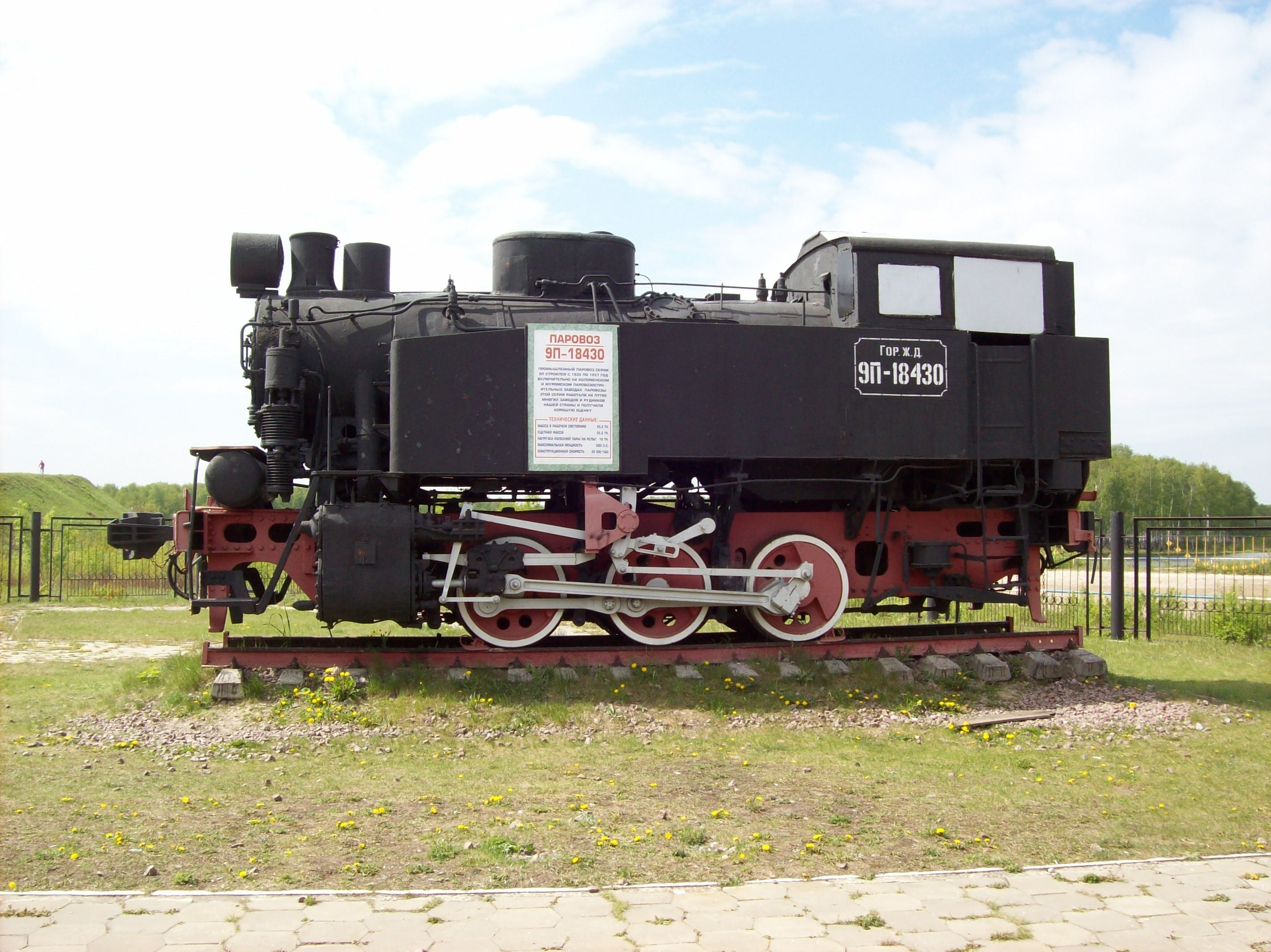
Танк-паровоз серии 9П

Та́нк-парово́з (Та́нковый парово́з) — паровоз, не имеющий тендера: вода и топливо хранятся в танках (ёмкостях), установленных на самом локомотиве. На русских и советских железных дорогах применялись для манёвров, работы на фабричных подъездных путях (танк-паровозы «Рак», серии Ь и серии 9П), а также для вождения товарных/грузовых поездов (танк-паровозы серии Ф), поездов пригородных и местного сообщений — «Кукушек» (танк-паровозы серии Ъ). Первоначально назывались тендер-паровозами, так как совмещали в себе функции и паровоза, и тендера. В ряде европейских языков это название сохранилось за танк-паровозами и поныне.

## История
Первые танк-паровозы появились в Англии: в 1848 году заводы Джорджа Инглэнда («George England and Co.») поставили партию такого рода локомотивов на линию Лондон-Брайтон (London, Brighton and South Coast Railway LB&SCR), где движение, особенно, возле Лондона, было весьма интенсивным, а расстояния между станциями не велики. Первоначально танк-паровозы казались опасными, но идея короткобазного и манёвренного локомотива, пригодного для использования на промышленных предприятиях, быстро завоевала популярность. В 1851 году уже пять производителей продемонстрировали собственные образцы танк-паровозов на Всемирной выставке в Лондоне.

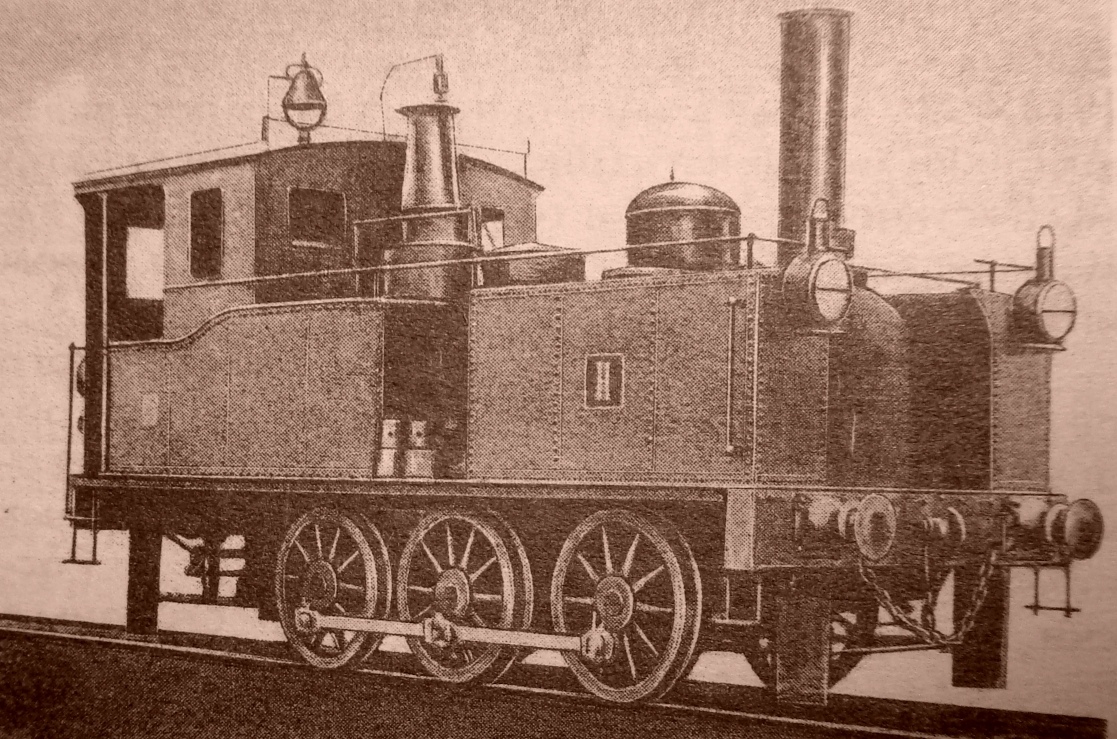
Танк-паровоз бельгийской постройки, один из самых надёжных: работал на манёврах с 1870 по 1915 год.

Русские дороги заказывали первые танк-паровозы во Франции и в Англии. В 1860 году французский завод Кайль поставил в Россию, на открывавшуюся в 1861 году Московско-Нижегородскую линию, два паровоза типа 0-3-0. Паровозы предполагалось использовать для маневровых работ, но большой диаметр движущих колёс — 1510 мм — позволял применять их и для поездной службы. Одновременно завод Шарп-Стюарт в Манчестере построил два танковых паровоза типа 0-2-0 для Петербурго-Варшавской железной дороги. Локомотивы работали на манёврах в Ковно до 1902 года.
До 1877 года, когда Коломенский завод выпустил первую партию из 28 отечественных танк-паровозов 0-3-0, заводской тип 19, танковые локомотивы для России строились исключительно иностранными заводами: французскими, немецкими, английскими и бельгийскими. После 1877 года доля иностранных танк-паровозов на русских дорогах начала постепенно снижаться — основную массу заказов исполняли уже отечественные заводы: Коломенский, Невский, Луганский, Харьковский и Сормовский.
С 1863 года в танк-паровозы стали переделывать устаревшие тендерные паровозы. Переделка осуществлялась местными паровозными мастерскими при железных дорогах, и доля такого рода «переоборудованных» локомотивов в общем паровозном парке была невелика. На паровозы устанавливали водяные танки, к будке машиниста крепили угольный ящик, при необходимости подкатывая под заднюю часть ещё одну поддерживающую ось.

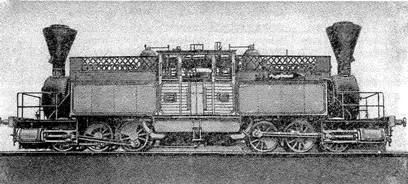
Танк-паровоз системы Ферли

На дорогах с тяжёлым профилем (Закавказская и Тамбово-Саратовская) работали танк-паровозы системы Ферли — сочленённые, что позволяло им хорошо вписываться в кривые малого радиуса, которыми изобилуют горные линии, и симметричные, а значит, не требующие специального станционного оборудования для разворота. Первая партия локомотивов такого рода была закуплена в Англии в 1872 году, а с 1883-го их выпуск освоил Коломенский завод. На Закавказской дороге локомотивы проработали до 1930-х годов, когда их постепенно заменили электровозами.

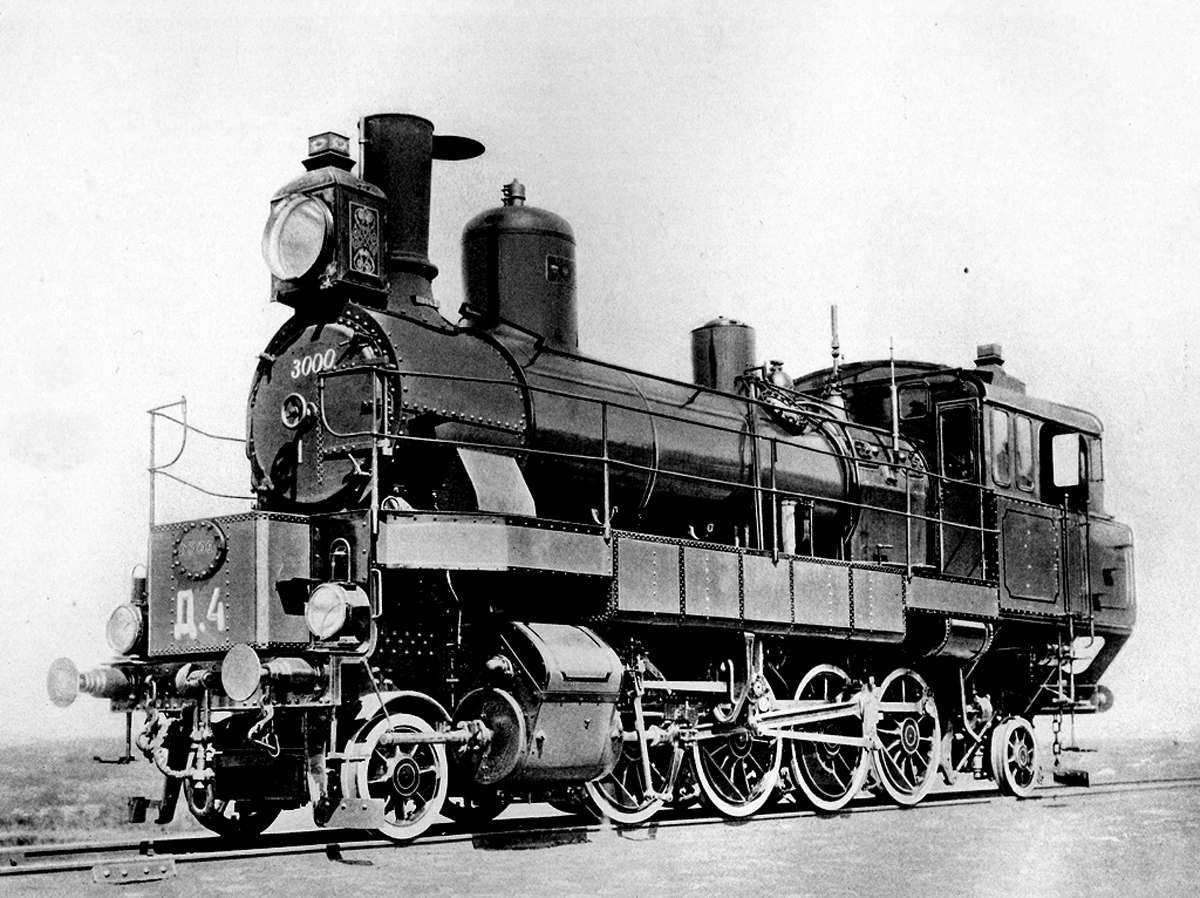
Серия Ъ^{н} — один из последних пассажирских танк-паровозов русской постройки

В 90-х годах XIX века возросло пригородное пассажирское движение — дачная жизнь стала в России популярной повсеместно, а рост промышленности вызвал значительный приток сельских жителей в крупные города, где они получали работу и куда им ежедневно приходилось добираться поездами из предместий. Дороги начали заказывать специальные пассажирские танк-паровозы, не довольствуясь использованием для поездной службы маневровых танковых локомотивов, как это было прежде. Пассажирские танк-паровозы выпускались до 1914 года, и, хотя продолжали водить поезда вплоть до 1970-х, с 1926 года начали вытесняться с пригородных линий моторвагонными электропоездами.
В 1912 году на русских железных дорогах была введена единая классификация локомотивного парка, по которой каждый тип паровоза получил литерное обозначение. Танк-паровозы системы Ферли стали паровозами серии Ф, пассажирские танк-паровозы — серии Ъ (ер), а маневровые — серии Ь (ерь). Значительная часть танк-паровозов, использовавшихся на подъездных путях промышленных предприятий, ни в какую серию не вошла, и получила литеру «Ь» только в середине 20-х гг.

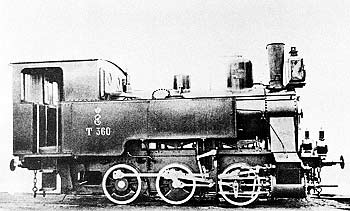
Маневровый танк-паровоз серии Ь (62-й тип Коломенского завода)

Танк-паровозы серии Ь продолжали активно выпускаться советскими заводами в 20—30 гг. и закупаться у зарубежных поставщиков — в СССР происходила индустриализация, строились гигантские объекты народного хозяйства, и промышленных локомотивов остро не хватало, особенно современных, обладающих хорошими тяговыми характеристиками. Инженерные изыскания привели в 1935 году к появлению танк-паровоза серии 9П (тип 164 Коломенского завода), который стал основным и самым массовым танк-паровозом на советских железных дорогах.

## Особенности конструкции[2]

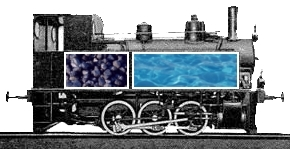
Боковые танки и угольные ящики на танк-паровозе типа И_{3}

Танк-паровозы различаются по расположению танков с водой, нефтяных танков (если отапливаются нефтью и нефтяными остатками) и угольных ящиков (если их топят углём или дровами).
На российских и советских локомотивах водяные танки обычно было принято размещать либо поверх котла — седельные танки, либо сбоку от него — боковые танки, либо под котлом, между рамными листами — рамные танки. Нефтяные резервуары в раме не устанавливали, их делали либо седельными, либо отводили под топливо один из боковых танков.

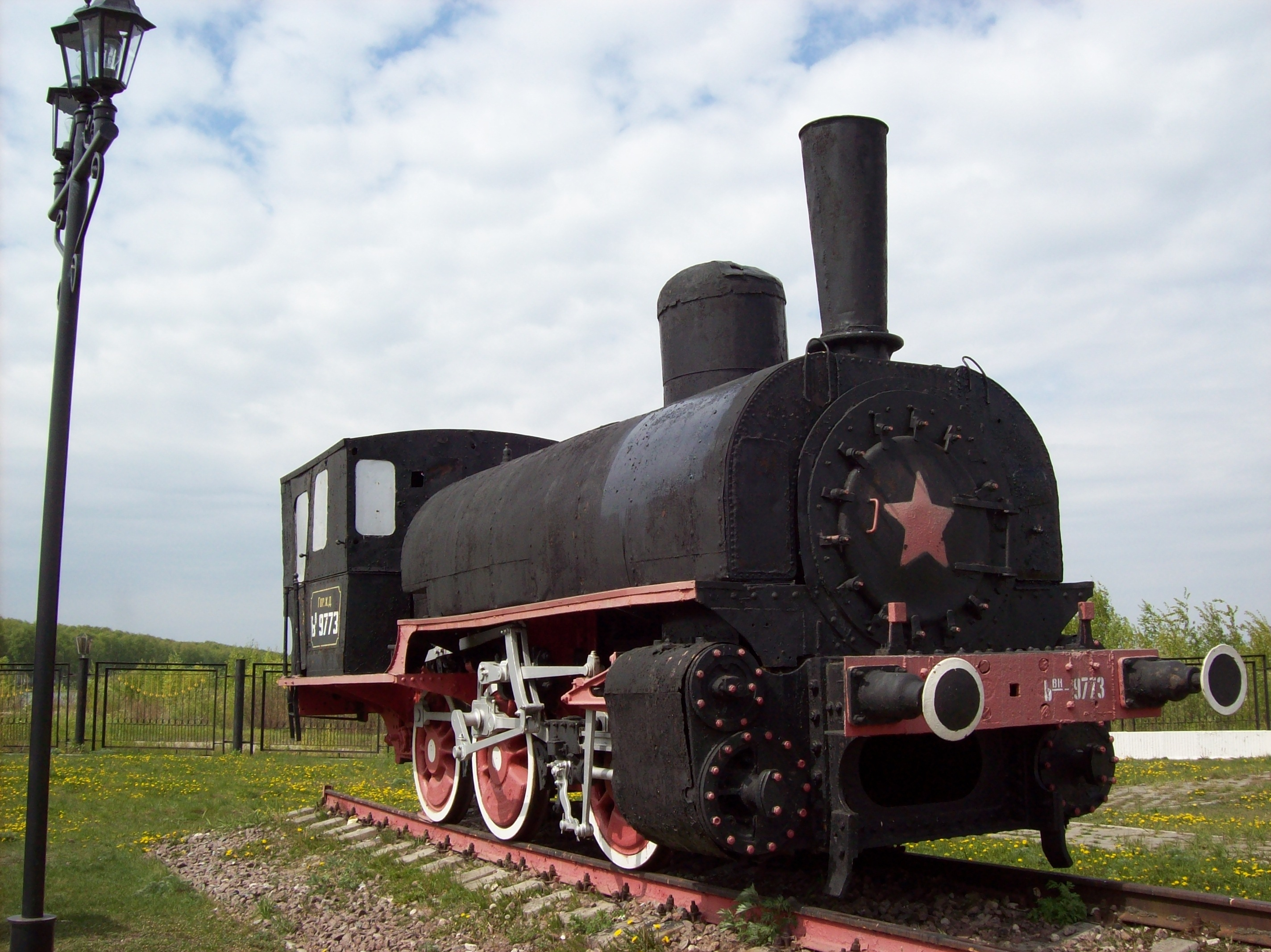
Седельный танк на танк-паровозе Невского завода.

Уголь первоначально насыпали прямо на пол в будке машиниста, затем для него стали устанавливать угольные ящики. Обычное расположение этих ящиков либо сразу позади будки, либо в ближайших к будке отсеках боковых танков. Угольные ящики использовались и для дров. Ящики исключительно для дров (насыпать в них уголь было невозможно из-за сетчатой конструкции) устанавливались на паровозах серии Ф. Их расположение было необычным — поверх обоих котлов между будкой и дымовыми трубами.
Танки и ящики стремились разместить как можно ближе к центру масс локомотива или так, чтобы передние резервуары уравновешивались задними. Это было необходимо для равномерного уменьшения веса паровоза по мере траты топлива и запасов воды, чтобы его масса одинаково «давила» на движущие оси, и сцепной вес, столь необходимый для сдвигания с места тяжёлого состава, не перемещался на одну из осей за счёт остальных. Уравновешенность локомотива относительно сцепного веса была важна прежде всего для товарных (работавших с гружёными товарными составами) и маневровых (постоянно и часто сдвигавших с места отдельные вагоны и части поезда) танк-паровозов.

## Достоинства и недостатки[2]

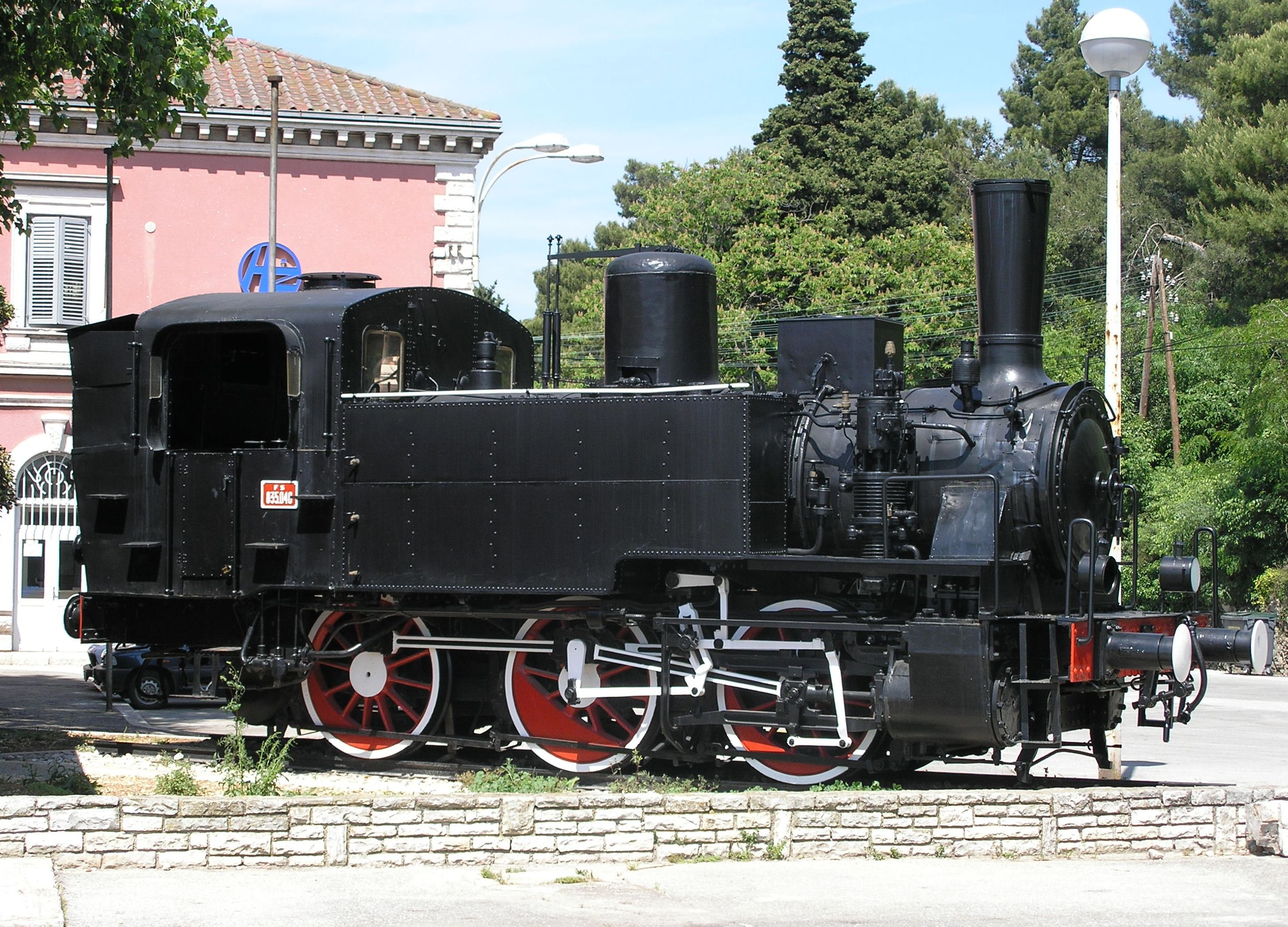
Танк-паровоз Gruppo 835 в городе Пула

Танк-паровозам были присущи свои достоинства и недостатки, что ограничивало их применение, но одновременно делало незаменимыми в определённых условиях. К недостаткам обычно относили:
- Нестабильный сцепной вес, который убывает по мере расходования воды и топлива. Опорожнивший свои резервуары локомотив может сдвигать с места и вести на подъёме менее тяжёлый состав, чем полностью заправленный.
- Меньший запас хода, потому что на паровозе невозможно разместить столько же воды и топлива, сколько в более объёмном прицепном тендере. По этой причине магистральные танк-паровозы не могут работать на линиях, где расстояния между станциями значительны — они привязаны либо к станциям, либо к веткам, где топливо и вода доступны повсеместно.

Недостатки танковых локомотивов значительно перекрывались их несомненными достоинствами:
- Компактность — размеры самого большого танк-паровоза (например, системы Ферли) оказываются меньше, чем размеры тендерного паровоза. За счет этой компактности танковые локомотивы лучше вписываются в кривые малого радиуса и пригодны для работы на горных дорогах, фабричных подъездных путях, в населённых пунктах и вообще везде, где рельсовый путь имеет сложный профиль.
- Спокойный ход в обоих направлениях — в отличие от тендерных локомотивов, лучше приспособленных для ровного движения в одном направлении (за исключением паровозов серии С, которые легки при движении в обоих направлениях), танк-паровозы одинаково хорошо идут как передним, так и задним ходом. Это обстоятельство позволяет не строить на конечных станциях или на концах тяговых плеч приспособления для разворота — треугольники и поворотные круги, и упрощает маневровую работу, где перемена направления движения — обычная практика.
- Хороший обзор при движении задом, потому что тендер не мешает наблюдать за сигналами. Обзор при движении вперёд могут заслонять боковые танки, но если они спроектированы правильно, то наблюдение из танкового локомотива вести гораздо удобнее, чем из тендерного.

## Осевые формулытанковых паровозов русской колеи[2]

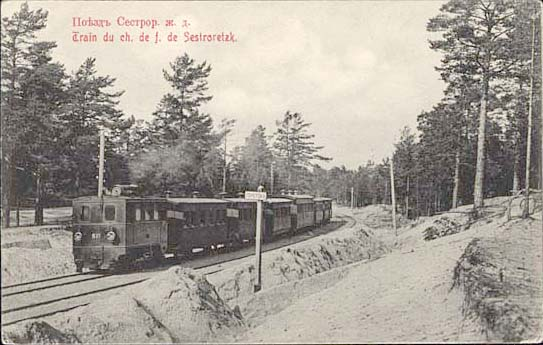
Танк-паровоз «трамвайного» типа Путиловского завода на Приморско-Сестрорецкой дороге

Маневровые и товарные (грузовые) танк-паровозы в России старались по возможности строить без бегунковых и поддерживающих осей, чтобы как можно больше веса приходилось на движущие колёса (сцепной вес). Локомотивы с бегунковыми и поддерживающими осями на русских дорогах использовались обычно в Финляндии или там, где они вели помимо маневровой ещё и пассажирскую поездную работу (Закавказье). В советское время к ним прибавилось некоторое число танк-паровозов из занятых СССР территорий: в 1939 году — из Прибалтики и трофейные польские паровозы с земель Западных Белоруссии и Украины, в 1940 году — трофейные из Финляндии, в 1942—1945 годах — трофейные немецкие.
Пассажирские танк-паровозы, нуждавшиеся не в значительном сцепном весе, а в высокой скорости и хорошем парообразовании для её поддержания, напротив, часто строились с бегунковыми и поддерживающими колёсами. Другим вариантом пассажирского танкового локомотива был паровоз «трамвайного» типа, с соответствующей тому времени осевой формулой: 0-2-0. Такого рода танк-паровозы водили поезда на Приморско-Сестрорецкой дороге.

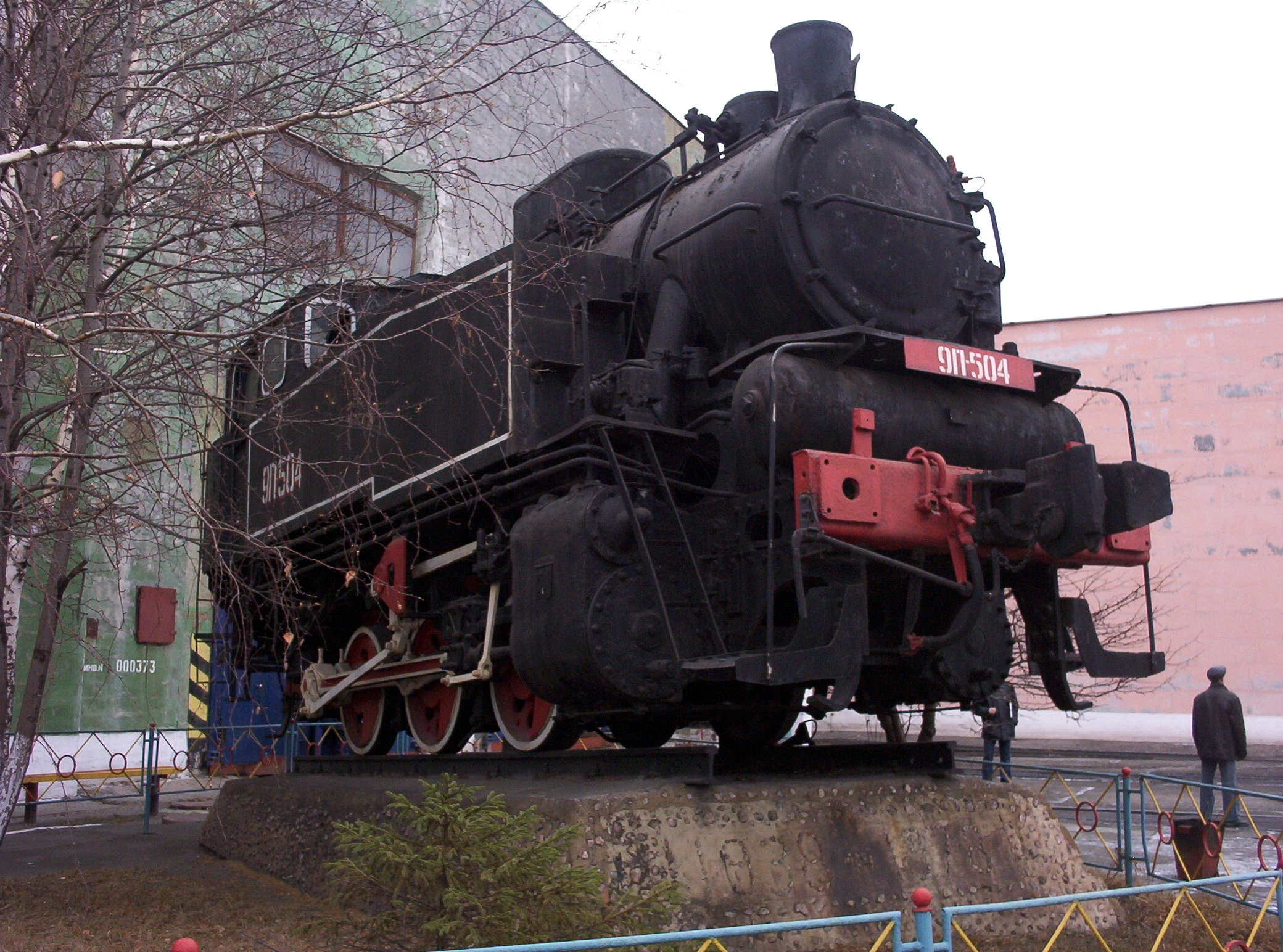
Танк-паровоз 9П-504 типа 0-3-0

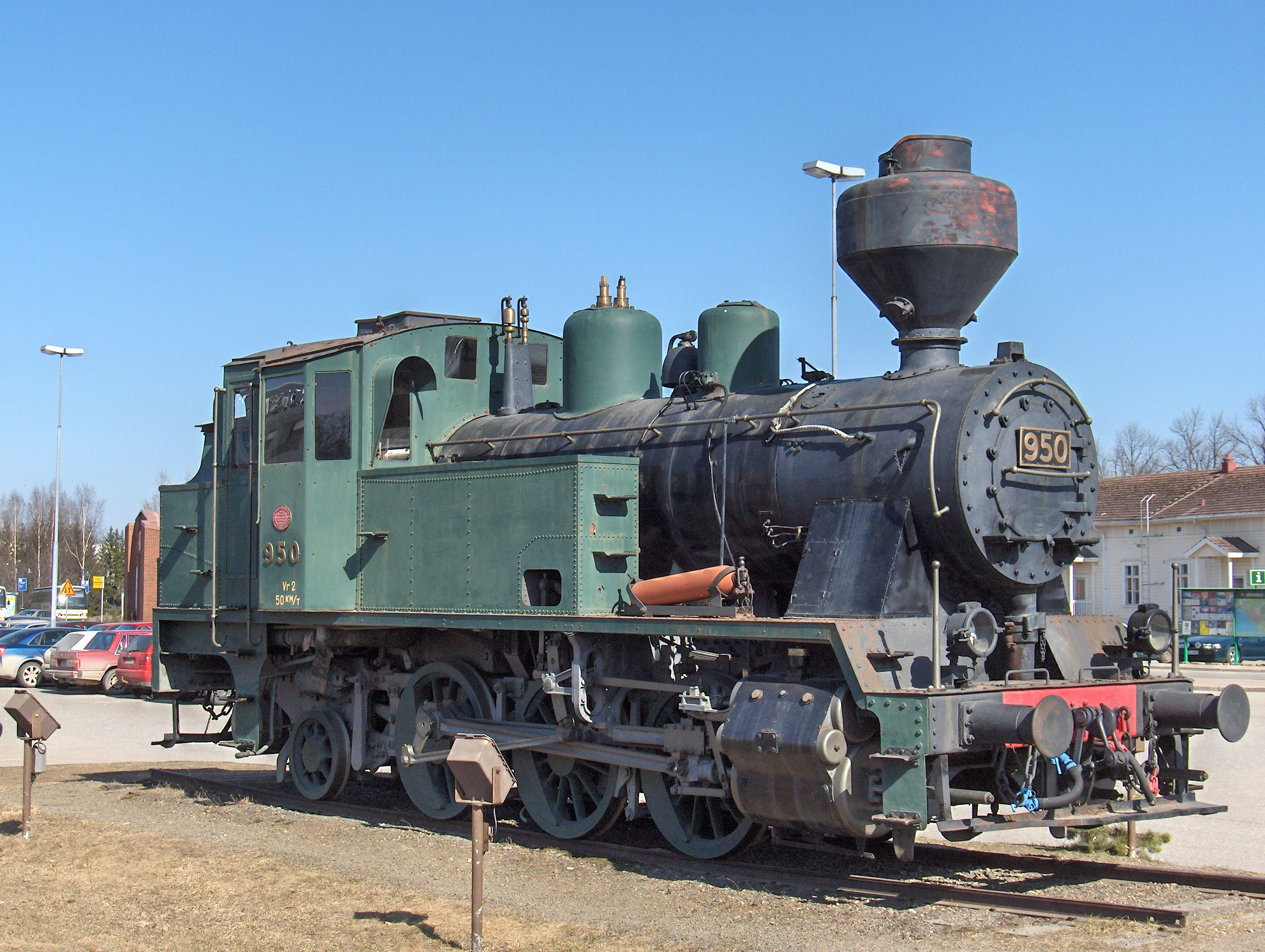
Финляндский танк-паровоз 0-3-1 серии Vr2

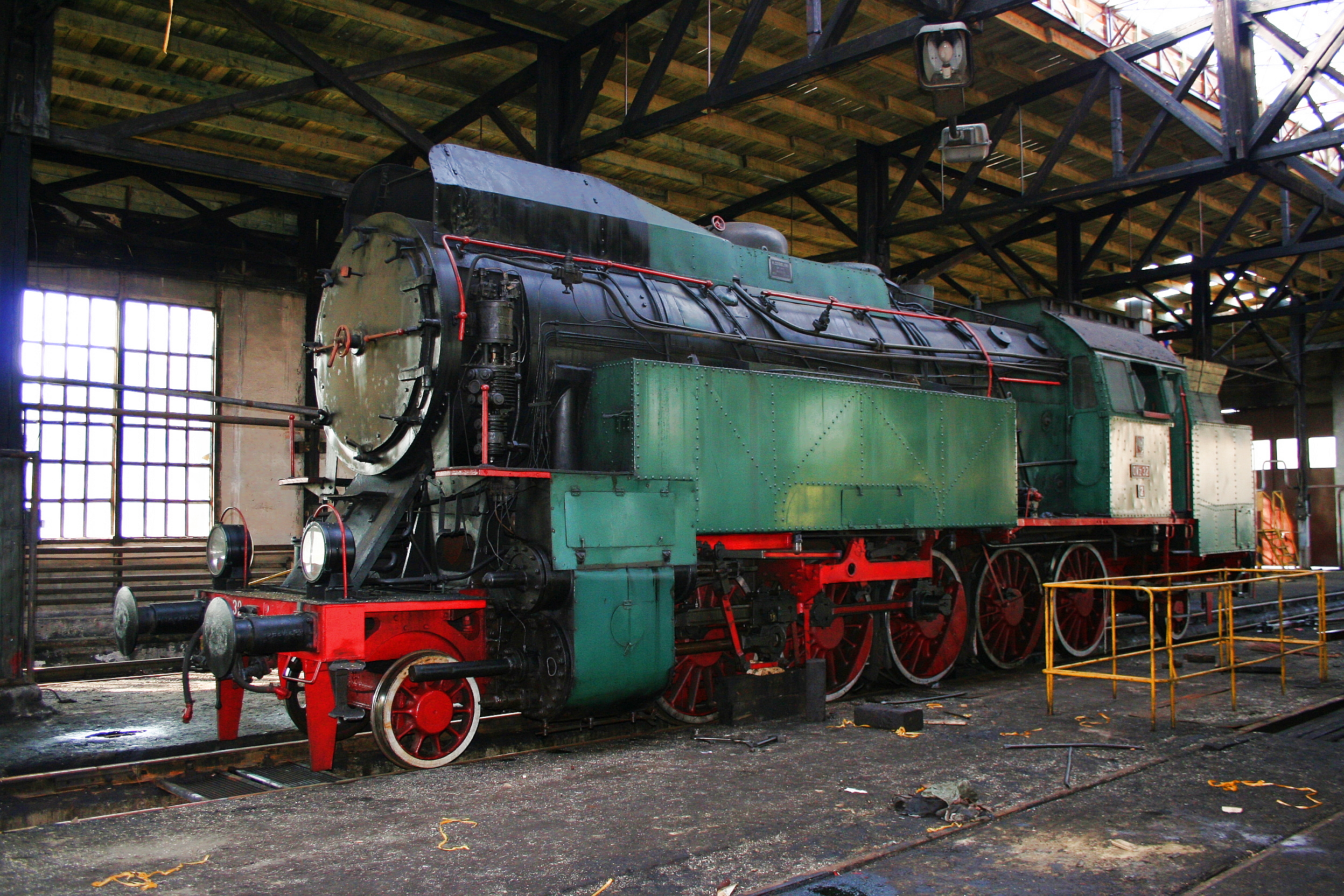
Польский танк-паровоз 1-5-1 серии ОКз32 для горных дорог Львовского воеводства

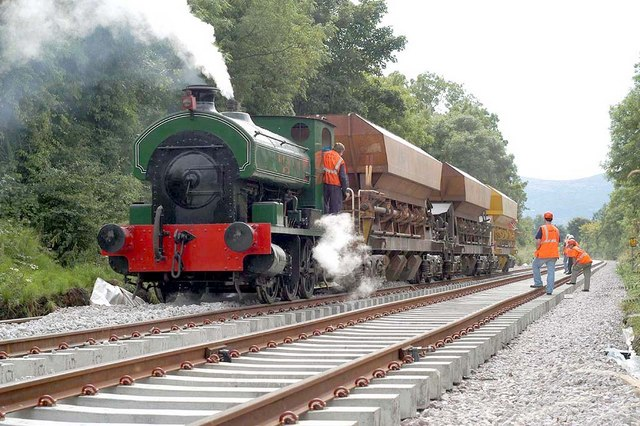
Ирландский танк-паровоз на балластировке путей

Танк-паровозы с одной движущей осью:
- 1-1-0 — паровозы с вертикально расположенным котлом английской постройки
- 1-1-1 — латвийские

Танк паровозы с двумя движущими осями:
- 0-2-0 — паровозы «Рак», серии Ь, серии Ъ
- 0-2-1 — серии Ь, финляндские
- 1-2-0 — серии Ъ
- 1-2-1 — серии Ъ, финляндские, латвийские, эстонские
- 1-2-2 — литовские, финляндские
- 2-2-0 — финляндские

Танк-паровозы с тремя движущими осями:
- 0-3-0 — серии Ь, 9П (9-й тип паровоза)
- 0-3-1 — серии Ь, финляндские, эстонские, трофейные польские
- 0-3-2 — серии Ь
- 1-3-0 — трофейные польские, трофейные немецкие
- 1-3-1 — серии Ъ, латвийские, трофейные польские
- 1-3-2 — финляндские
- 2-3-0 — серии Ъ

Танк-паровозы с четырьмя движущими осями:
- 0-4-0 — серии Ь, трофейные немецкие
- 1-4-1 — серии Ъ, финляндские, трофейные польские, трофейные немецкие
- 2-4-0 — финляндские

Танк-паровозы с пятью движущими осями:
- 0-5-0 — трофейные немецкие
- 1-5-1 — серии Ь (КВЖД), трофейные польские

Танк-паровозы с шестью движущими осями:
- 0-3-0—0-3-0 — серии Ф (сочленённые, системы Ферли)

## Танк-паровозы с вертикально расположенным котлом

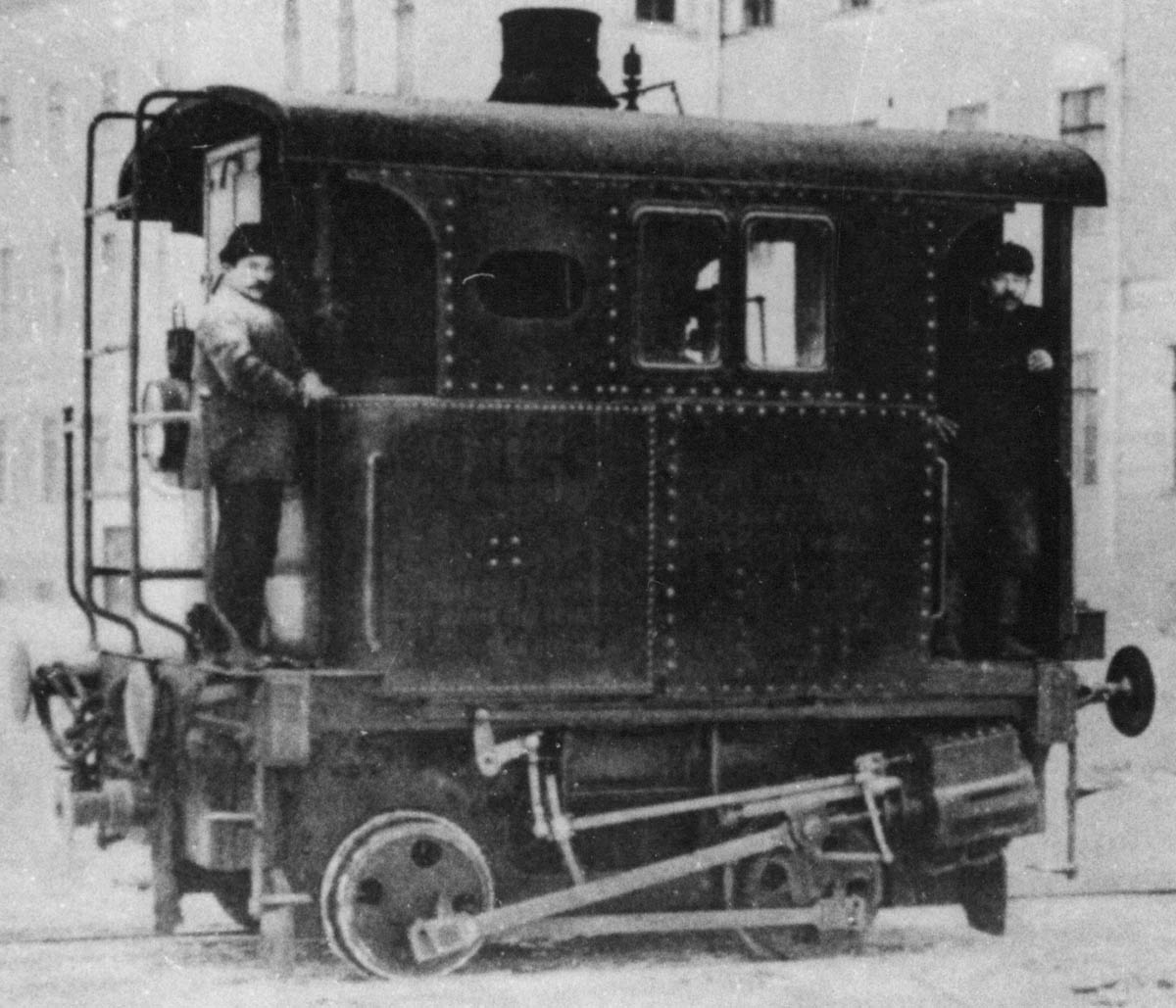
Танк-паровоз «Рак»

Танковые паровозы с вертикальным расположением котла были одновременно самыми компактными локомотивами на русских дорогах и самыми слабосильными: у самых мощных из них — паровозов «Рак» — тяга равнялась 1083 кгс. Для сравнения: сила тяги самых маломощных танк-паровозов обычной конструкции начиналась с 1500 кгс.
Паровозы такого рода появились в России из Англии — завод Шеплинг (Глазго) построил два таких локомотива для Либаво-Кошедарской дороги в 1870 году. В дальнейшем вертикальный котёл использовался в производстве паровозо-вагонов — в 1882 году Коломенский завод начал выпуск паровозо-вагонов с отцепляемой головной частью, которая легко превращалась в полноценный танковый локомотив после подкатки под переднюю часть бегунковой оси. Но маневровые паровозы такой конструкции не выпускались вплоть до 1900 года, когда был создан танк-паровоз «Рак». «Раки» строились Невским и Харьковским заводами и завоевали популярность на металлургических и машиностроительных заводах.

## Танк-паровозы с конденсацией пара

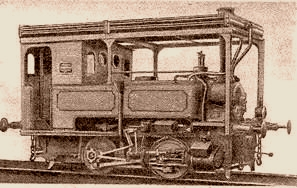
Танк-паровоз Коломенского завода (тип 44) с конденсацией пара

Танковые паровозы оказались первыми паровозами на русских дорогах, которые стали оборудовать системой конденсации пара. Необходимость такой системы стала очевидной при эксплуатации городских железных дорог и пригородных линий: ради уменьшения дымности паровозы топили дорогими коксующимися углями, что вынуждало экономить на других расходных материалах. Конденсация мятого пара была одним из путей такой экономии. Работала система конденсации приблизительно так, как в тендерах-конденсаторах более поздних, уже советской постройки, паровозов серий СО и Э.
Первый танк-паровоз с конденсацией пара выпустил в 1891 году Коломенский завод (заводской тип 44). Локомотив поступил в Киевское депо и обслуживал лёгкие пригородные поезда Юго-Западных железных дорог. К новому типу паровоза проявило интерес Военное министерство, заказав 8 шт., а вслед за ним владельцы частных железных дорог и городские муниципалитеты. В результате к 1905 году такого рода локомотивы работали на Приморско-Сестрорецкой дороге, Одесской городской и Петербургской лесной конной дороге.

## Полутанк-паровозы
Полутанк-паровозами или «полутанками» были названы локомотивы, которые несли топливо — нефть — на себе, а запас воды в тендере. «Полутанки» появились в результате заводской ошибки: Харьковский завод переутяжелил заказанные танк-паровозы, и чтобы локомотивы не разрушали слабый путь, пришлось прицеплять тендеры и перемещать на них воду. Комиссия подвижного состава МПС не знала, к какому типу причислить получившиеся локомотивы и можно ли их пускать в эксплуатацию. В 1910 году инженерный совет решил, что это возможно, но к тому времени Харьковский завод уже понёс значительные убытки и вынудил уволиться конструктора этих паровозов инженера А. С. Раевского.

## Бестопочные паровозы

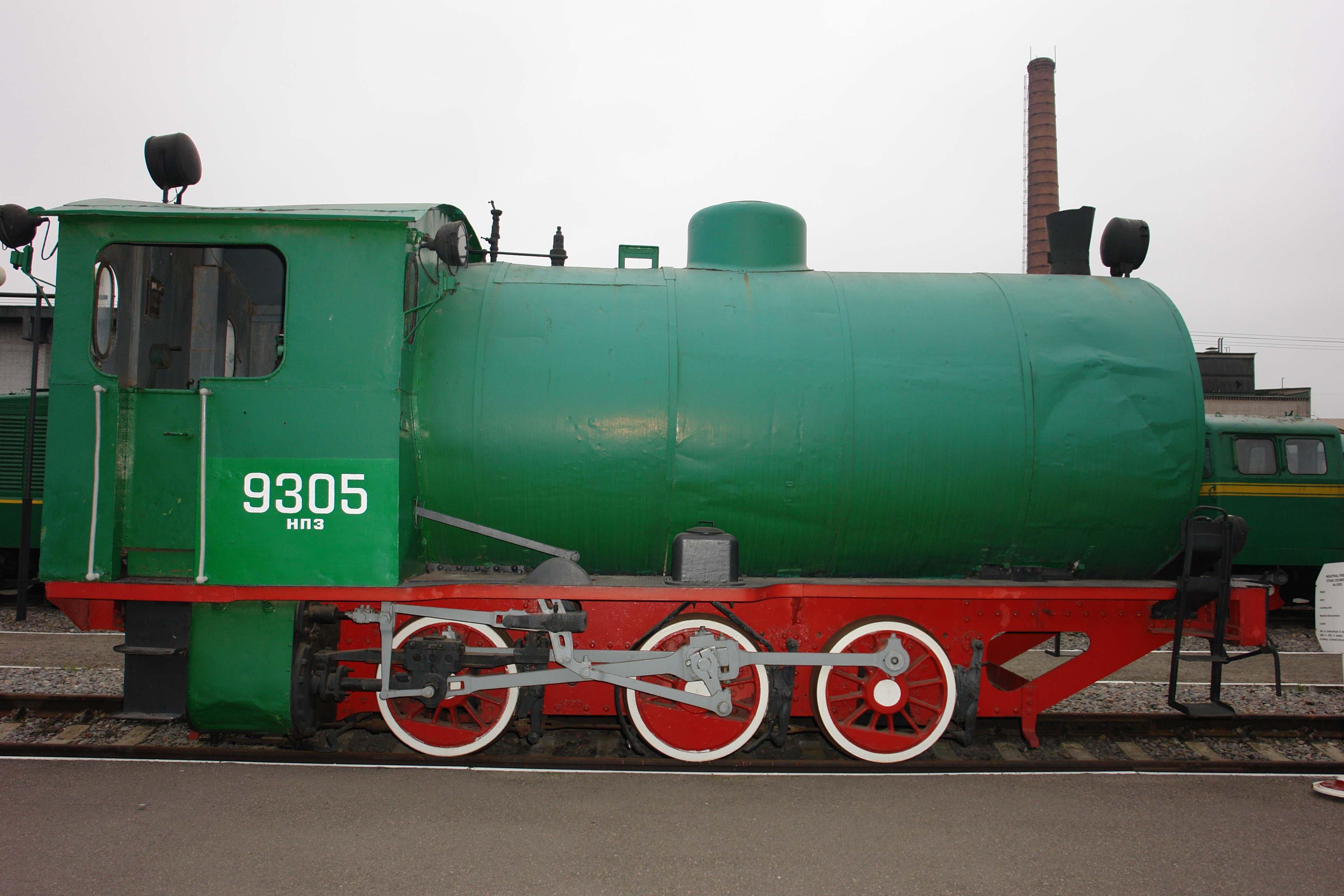
Бестопочный паровоз завода Шварцкопф

Бестопочные паровозы принято причислять к танк-паровозам, потому что они тоже везут на себе всё необходимое для движения: воду, залитую непосредственно в котёл, и пар, закачанный туда же из стационарной котельной установки.
В СССР первый бестопочный паровоз появился в 1928 году и был германского производства — завода Шварцкопф. С 1940 года локомотивы такого рода начали строить отечественные заводы, но небольшими партиями — в отличие от Германии, на советских железных дорогах и предприятиях бестопочные локомотивы популярности себе не завоевали.